# Rudolf Povarnitsyn
Rudolf Pavlovych Povarnitsyn (em russo: Рудольф Павлович Поварніцин) (Votkinsk, Udmúrtia, RSFS da Rússia, 13 de junho de 1962) é um antigo atleta, especialista no salto em altura, que representou a União Soviética e mais tarde a Ucrânia. O seu maior feito desportivo foi a conquista da medalha de bronze nos Jogos Olímpicos de 1988. A sua melhor marca pessoal de 2.40 metres, estabelecida em Donetsk, foi recorde mundial desde 11 de agosto até 4 de setembro de 1985, quando Igor Paklin a bateu por um centímetro.